# Chita (Kolumbia)
Chita – miasto w Kolumbii, w departamencie Boyacá.